# 定位脳手術

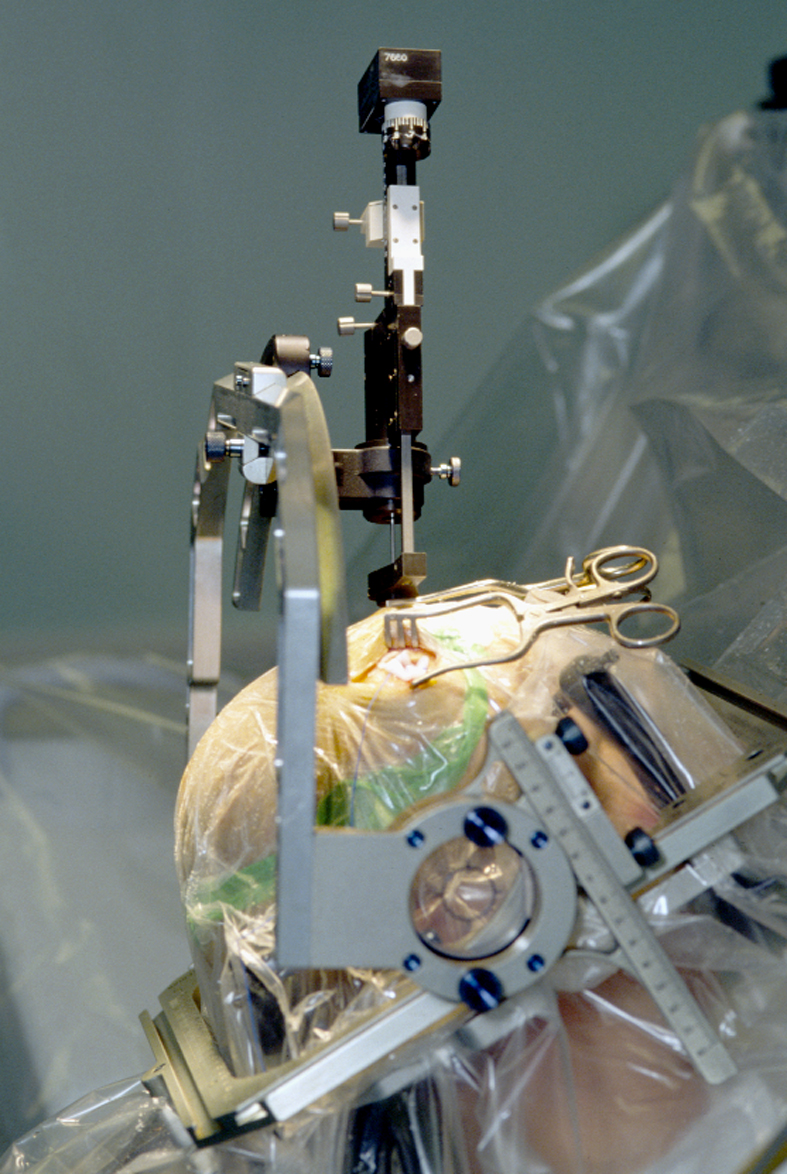
パーキンソン病患者の頭部に電極を挿入する手術を行っている所。

定位脳手術（ていいのうしゅじゅつ）は、手術方法の一つ。頭蓋骨に固定して手術器具を正確に治療部位まで挿入する装置を用いながら、脳深部組織を破壊する手術方法である。
定位脳手術では、頭蓋骨に固定した定位脳手術装置の座標を基準に手術目標点の位置を三次元的な座標として同定し、同部位に電極留置や凝固手術が行われる。
定位脳手術はパーキンソン病や本態性振戦などの不随意運動症、および難治性疼痛の患者を対象とした脳深部刺激療法 (Deepbrain stimulation: DBS) で広く行われている。
また、脳内出血への定位的血腫除去術にも応用されている。頭蓋骨の一部を外す開頭血腫除去術に比べて患者への負担が少なく、手術後の回復や社会復帰が早いという利点がある。ただし血腫を完全に除去することが困難であることに加えて、術中に再出血すると止血が困難であるという欠点もある。